# 丹尼斯·艾克斯利
丹尼斯·李·艾克斯利（英語：Dennis Lee Eckersley，1954年10月3日—），暱稱Eck，出生於美國加州奧克蘭，是前美國大聯盟選手、也為名人堂成員，曾效力於奧克蘭運動家、波士頓紅襪、芝加哥小熊、聖路易紅雀，守備位置為投手，在其職業生涯中有多個球季分別擔任先發投手與終結者的工作，同時是史上第一位達成單季50場救援成功與20場勝投的選手（另一位則為約翰·史摩茲），於1992年獲得賽揚獎及美聯最有價值球員。
艾克斯利於2004年進入棒球名人堂，且為首次獲得候選資格就入選。

## 外部連結
- 球員資訊和成績在MLB ，ESPN ，Retrosheet ，Baseball Reference ，Baseball Reference (Minors) ，Fangraphs ，The Baseball Cube （英文）